# Arfia
Arfia  (Van Valen, 1965) è un genere di mammiferi creodonti. Visse nell'Eocene inferiore (Ypresiano, tra 50,3 e 48,6 milioni di anni fa) e i suoi resti fossili sono stati ritrovati in Nordamerica, Europa e Asia.

## Descrizione
Della taglia di una volpe, questo animale possedeva un corpo piuttosto allungato e una grossa testa, più grande in proporzione al resto del corpo rispetto ai canidi attuali. Le zampe, al contrario di quelle della maggior parte degli animali simili e coevi (come Proviverra, Lesmesodon, Prolimnocyon), erano allungate e snelle, ed erano digitigrade. Nonostante le indubbie capacità di corridore di Arfia, il tarso era strutturato in modo tale da permettere una notevole torsione della caviglia, a suggerire che questo animale era anche in grado di arrampicarsi sugli alberi. Molari e premolari di Arfia erano più specializzati rispetto a quelli delle forme simili, e possedevano superfici taglienti più sviluppate.

## Paleobiologia
Arfia era sicuramente un buon corridore, e rispetto ad altri creodonti della sua epoca era dotato di dimensioni maggiori e di maggior velocità. È probabile che il suo stile di vita fosse simile a quello di una volpe, ma era in grado anche di arrampicarsi sugli alberi.

## Tassonomia
I primi fossili di Arfia, ritrovati nel Wyoming, vennero inizialmente attribuiti a nuove specie del creodonte Sinopa. Solo nel 1965 Van Valen, in una riclassificazione dei creodonti nordamericani, istituì il genere Arfia. A questo genere appartengono numerose specie nordamericane (Arfia junnei, Arfia opisthotoma, Arfia shoshoniensis, Arfia zele) risalenti all'Eocene inferiore - medio. Sembra che Arfia, comunque, si sia originato in Europa: i fossili più antichi si rinvengono nella fauna di Dormaal, in Belgio, al limite tra Paleocene ed Eocene; dall'Europa, Arfia potrebbe essere migrato in Asia attraverso lo stretto di Turgai. Una specie proveniente dalla Mongolia e risalente all'inizio dell'Eocene (Arfia langebadreae) potrebbe essere migrata in Nordamerica attraverso il "ponte" di Bering (Lavrov e Lopatin, 2004).
Arfia fa parte della famiglia degli ienodontidi, che comprende la maggior parte dei creodonti; in particolare, Arfia è considerato uno degli ienodontidi più arcaici, ed è posto nella sottofamiglia Arfianinae; affini ad Arfia sembrerebbero essere stati Proviverra e Sinopa.